# Zecchino d'Oro 1972
Il quattordicesimo Zecchino d'Oro si è svolto a Bologna dal 17 al 19 marzo 1972.
È stato presentato da Mago Zurlì, interpretato da Cino Tortorella. È l'ultima edizione dello Zecchino d'Oro dove Cino Tortorella veste i panni del celebre mago (dall'edizione successiva presenterà "in borghese"). Questa è anche l'ultima edizione in cui i brani sono cantati con l'ausilio dell'orchestra; a partire dall'edizione successiva i brani saranno sempre cantati dai bambini dal vivo ma su basi musicali registrate. La canzone vincitrice, cantata da Marco Ferri, Gabriele Gatti e Cesare Francalanci è stata " Tre scozzesi". Marco Ferri e Gabriele Gatti sono stati ospiti, nel 1993, della trasmissione televisiva "44 Gatti" condotta da Rita Dalla Chiesa, mentre Cesare Francalanci, nel 2011, ha partecipato come concorrente ad una puntata del quiz televisivo L'eredità condotto da Carlo Conti.

## Brani in gara
- Alì Babà (Testo: Gina Basso/Musica: Luciano Sterpellone) - Paola Catellani (4 anni e ½) e Settimio Ferlisi (5 anni e ½)
- Cik e Ciak (Testo: Misselvia/Musica: Rinaldo Prandoni) - Cinzia Bruzzese (4 anni e ½) ed Elisabetta Sacchetti (3 anni e ½)
- Cin cin pon pon (Testo: Annie Gorassini/Musica: Angelo Baroncini) - Silvia Bernardini (3 anni) e Paolo Palma (3 anni e ½)
- Gli stivali ballerini (Testo: Roberto Marcora/Musica: Corrado Comolli) - Claudia Bracci (6 anni e ½) e Sara Fantino (5 anni e ½)
- Il generale Giovanni (Testo: Vito Pallavicini/Musica: Gino Mescoli) - Giacomo Romito (5 anni e ½) e Arturo Zitani (4 anni e ½)
- Il sottomarino raffreddato (Testo: Dante Panzuti/Musica: Renato Martini, Arrigo Amadesi) - Andrea Berti (4 anni e ½) e Andrea Longhi (3 anni)
- La banda del formaggio (Testo: Laura Zanin/Musica: Carlo Cordara) - Katia Fasoli e Luigi Merici (entrambi 4 anni e ½)
- La gallina Coccouà (Testo: Italia Bartoli/Musica: Giannetto Wilhelm) - Assunta Berti (5 anni e ½) e Maria Laura Scavone (6 anni e ½)
- La mini astronave (Testo: Roberto Marcora/Musica: Niny Comolli) - Salvatore Cappelluccio (7 anni) e Maria Luisa Ferlito (4 anni e ½)
- La torre degli asinelli (Testo: Anna Venturini/Musica: Mario Pagano) - Lorenza Bauer (5 anni e ½) e Stefania Toccafondi (6 anni e ½)
- Sette cani brontoloni (Testo: Carlo Ermanno Trapani/Musica: Gabriele Balducci) - Simonetta Lippolis (6 anni) e Federico Seghetto (4 anni e ½)
- Tre scozzesi (Testo: Nicola Filiberto Di Matteo/Musica: Nicola Filiberto Di Matteo) - Marco Ferri, Cesare Francalanci (5 anni e ½) e Gabriele Gatti (3 anni e ½)